# Osobnosti pro kraj
Osobnosti pro kraj (zkratka OK) je české politické hnutí oficiálně zaregistrované 29. února 2024. Hnutí založil spolu se Zdeňkem Karáskem bývalý moravskoslezský hejtman Ivo Vondrák po svém odchodu z hnutí ANO.

## Vedení hnutí
Od května 2024 tvoří vedení hnutí předseda Ivo Vondrák, místopředseda Zdeněk Karásek a členové krajské výkonné rady Libor Witassek, Jan Tabášek, Daniel Kończyna, Petr Hošek, Dalibor Halátek, Jaroslav Svoboda a Eva Pyrtová.

## Účast ve volbách

### Volby do zastupitelstev krajů

#### Rok 2024
V krajských volbách v roce 2024 hnutí OK kandidovalo do Zastupitelstva Moravskoslezského kraje společně s hnutím STAN. Lídrem kandidátky koalice s názvem „STAROSTOVÉ A OSOBNOSTI PRO KRAJ“ byl předseda hnutí OK Ivo Vondrák. Z druhého místa kandidovala poslankyně Michaela Šebelová z hnutí STAN. Koalice ve volbách získala 14,67 % hlasů a 11 mandátů (z toho 6 pro hnutí OK).

### Volby do Senátu PČR

#### Rok 2024
Ve volbách do Senátu PČR v roce 2024 byl kandidátem koalice STAN a OK v obvodu č. 68 – Opava starosta obce Branka u Opavy Michael Rataj. V prvním kole získal 5,51 % hlasů, skončil čtvrtý, a nepostoupil tak do druhého kola.

## Volební výsledky

### Krajská zastupitelstva
| Volby | Kraj            | Kandidátní listina              | Hlasy  | Hlasy | Mandáty | Mandáty |
| Volby | Kraj            | Kandidátní listina              | Celkem | %     | Mandáty | Mandáty |
| Volby | Kraj            | Kandidátní listina              | Celkem | %     | Zvoleno | ±       |
| ----- | --------------- | ------------------------------- | ------ | ----- | ------- | ------- |
| 2024  | Moravskoslezský | STAROSTOVÉ A OSOBNOSTI PRO KRAJ | 41 525 | 14,67 | 11      | ▲11     |

### Senát PČR
| Volby | Senátní obvod | Kandidát      | Volební strana | Volební strana | Navrhující strana | Politická příslušnost | První kolo | První kolo | Druhé kolo | Druhé kolo |
| Volby | Senátní obvod | Kandidát      | Volební strana | Volební strana | Navrhující strana | Politická příslušnost | Hlasy      | Hlasy      | Hlasy      | Hlasy      |
| Volby | Senátní obvod | Kandidát      | Volební strana | Volební strana | Navrhující strana | Politická příslušnost | Celkem     | %          | Celkem     | %          |
| ----- | ------------- | ------------- | -------------- | -------------- | ----------------- | --------------------- | ---------- | ---------- | ---------- | ---------- |
| 2024  | č. 68 – Opava | Michael Rataj |                | STAN, OK       | STAN              | STAN                  | 1 819      | 5,51       | –          | –          |